# ワッペン
ワッペン（ドイツ語: Wappen）は、衣類や帽子などにつける、模様を縫いつけた飾り。大抵の場合、大きさはこぶし大くらいで、盾形の紋章風のデザインが多い。ドイツ語のWappen「紋章」から。ドイツ語の発音に忠実なカナ表記は「ヴァッペン」。

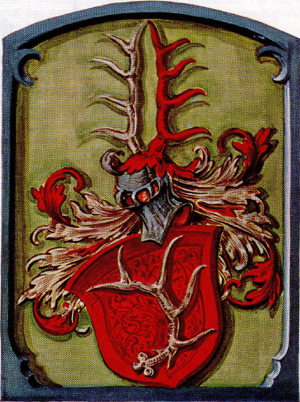
ドイツ貴族のフリードリッヒ・フォン・ヒルシュベルガー(1451年-1508年)の腕のワッペン

サッカーの審判員がつけるワッペンについては、ワッペン (サッカー審判員)に詳しい。 サッカー日本代表ユニフォームやJFL公認審判員のユニフォームには八咫烏がデザインされたワッペンをつける。
自衛隊では士気の向上や、所属部隊の識別を容易にする等の理由で、航空自衛隊ではほぼ全部隊、陸上及び海上自衛隊の一部部隊で採用されており、多くは部隊内で募集したデザインを使用している。また、外国の部隊との交流や合同演習の際には交換会なども盛んに行われている。
1964年（昭和39年）、グリコが懸賞セールの景品にワッペンを導入。500種類ほどのワッペンが用意された。やがて子供たちの間でワッペン集めがブームとなり、中央青少年問題協議会が「童心を傷つける」として自粛を求めるほどの過熱ぶりをみせた。

## 動物紋章
- 鷲 - 好んで用いられる象徴のひとつである。ローマ皇帝の象徴であり、その系譜を受け継ぐとするドイツ第三帝国、東ローマ皇帝、神聖ローマ皇帝、ハプスブルク家、ナポレオンの他、系統は違うがアメリカ合衆国の国章などにも使用されている。
- 獅子 - 勇壮さを求められるであろう紋章において獅子の絵柄は好まれる象徴のひとつであり、古くから用いられているものである。著名な紋章のひとつであるイギリス王室の紋章においては一貫して獅子が用いられている。